# Saison 3 de Community
Chronologie
Saison 2 Saison 4
Cet article présente les vingt-deux épisodes de la troisième saison de la série télévisée américaine Community.

## Production
Le 17 mars 2011, la série est renouvelée pour une troisième saison de 22 épisodes.
Au Canada, la saison a été diffusée en simultané sur Citytv.

## Distribution de la saison

### Acteurs principaux
- Joel McHale : Jeff Winger
- Gillian Jacobs : Britta Perry
- Danny Pudi : Abed Nadir
- Donald Glover : Troy Barnes
- Alison Brie : Annie Edison
- Yvette Nicole Brown : Shirley Bennett
- Chevy Chase : Pierce Hawthorne
- Ken Jeong : Ben Chang

### Acteurs récurrents
- Jim Rash : Craig Pelton
- Richard Erdman : Leonard Briggs
- Erik Charles Nielsen (en) : Garett Lambert
- Dino Stamatopoulos : Star-burns
- John Goodman : Laybourne Robert
- Danielle Kaplowitz : Vicki
- Luke Youngblood : Magnitude (pop-pop)
- Charley Koontz : Fat Neil
- J.P. Manoux : Fake Dean
- Michael K. Williams : Kane Marshall (professeur de Biologie)
- Malcolm-Jamal Warner : Andre

## Épisodes

### Épisode 1:Biologie 101
- États-Unis : 22 septembre 2011 sur NBC[2]
- France : 7 septembre 2013 sur Numéro 23[3]

- États-Unis : 3,93 millions de téléspectateurs  [4] (première diffusion)

- John Goodman (le doyen Laybourne)
- Michael K. Williams (le professeur Kane)

Jim Rash rejoint le casting régulier à partir de cet épisode dans le rôle du doyen Pelton.

### Épisode 2:Géographie des conflits mondiaux
- États-Unis : 29 septembre 2011 sur NBC
- France : 7 septembre 2013 sur Numéro 23

- États-Unis : 3,98 millions de téléspectateurs [5] (première diffusion)

- Irène Choi (Annie Kim)

### Épisode 3:Théorie du chaos intégral
- États-Unis : 13 octobre 2011 sur NBC
- France : 7 septembre 2013 sur Numéro 23

- États-Unis : 3,78 millions de téléspectateurs [6] (première diffusion)

Cet épisode a été tourné après le précédent, mais diffusé avant lorsque l'on tient compte des tests passés par le groupe ainsi que de l'histoire de Pierce et du briquet de Britta.

### Épisode 4:Écologie compétitive
- États-Unis : 6 octobre 2011 sur NBC
- France : 7 septembre 2013 sur Numéro 23

- États-Unis : 3,35 millions de téléspectateurs [7] (première diffusion)

- Michael K. Williams (le professeur Kean)

### Épisode 5:L'Horreur en sept étapes
- États-Unis : 27 octobre 2011 sur NBC
- France : 14 septembre 2013 sur Numéro 23

- États-Unis : 3,42 millions de téléspectateurs [8] (première diffusion)

### Épisode 6:Gay avancé
- États-Unis : 3 novembre 2011 sur NBC
- France : 14 septembre 2013 sur Numéro 23

- États-Unis : 3,84 millions de téléspectateurs [9] (première diffusion)

- John Goodman (le doyen Laybourne)
- Larry Cedar (Cornelius Hawthorne)

### Épisode 7:Études contemporaines de mouvements
- États-Unis : 10 novembre 2011 sur NBC
- France : 21 septembre 2013 sur Numéro 23

- États-Unis : 3,49 millions de téléspectateurs [10] (première diffusion)

### Épisode 8:Réalisation documentaire, le retour
- États-Unis : 17 novembre 2011 sur NBC
- France : 21 septembre 2013 sur Numéro 23

- États-Unis : 3,62 millions de téléspectateurs [11] (première diffusion)

- Jeff Garlin (lui-même)
- Nathan Barnatt (Étudiant)
- Luis Guzmán (lui-même)

### Épisode 9:Foot et vigilance nocturne
- États-Unis : 1er décembre 2011 sur NBC
- France : 17 octobre 2013 sur Numéro 23

- États-Unis : 3,74 millions de téléspectateurs [12] (première diffusion)

Une scène de cet épisode entre Shirley et Jeff fait référence à Retour vers le futur

### Épisode 10:Chansons de Noël régionales
- États-Unis : 8 décembre 2011 sur NBC
- France : 17 octobre 2013 sur Numéro 23

- États-Unis : 3,6 millions de téléspectateurs [13] (première diffusion)

- Taram Killan (Cory Radience)

### Épisode 11:Mariage urbain et art de la sandwicherie
- États-Unis : 15 mars 2012 sur NBC
- France : 24 octobre 2013 sur Numéro 23

- États-Unis : 4,75 millions de téléspectateurs[14] (première diffusion)

- Malcolm Jamal Warner (Andre Bennett)

La diffusion reprend après une coupure de plus de 3 mois.
Jim Belushi est cité dans l'épisode.

### Épisode 12:Impressionnistes contemporains
- États-Unis : 22 mars 2012 sur NBC
- France : 24 octobre 2013 sur Numéro 23

- États-Unis : 3,87 millions de téléspectateurs  [15] (première diffusion)

- French Stewart

### Épisode 13:Exploration numérique d'intérieurs
- États-Unis : 29 mars 2012 sur NBC
- France : 31 octobre 2013 sur Numéro 23

- États-Unis : 3,48 millions de téléspectateurs [16] (première diffusion)

- John Goodman

Cet épisode fait référence au livre de George Orwell, 1984  et au film Gangs of New York . 

### Épisode 14:Oreillers et couvertures
- États-Unis : 5 avril 2012 sur NBC
- France : 31 octobre 2013 sur Numéro 23

- États-Unis : 3 millions de téléspectateurs  [17] (première diffusion)

- Keith David (Voix off)

Cet épisode est inspiré du documentaire The Civil War de Ken Burns.

### Épisode 15:Origine de la mythologie des vampires
- États-Unis : 12 avril 2012 sur NBC
- France : 7 novembre 2013 sur Numéro 23

- États-Unis : 3,09 millions de téléspectateurs [18] (première diffusion)

- John Goodman

### Épisode 16:Analyse de systèmes virtuels
- États-Unis : 19 avril 2012 sur NBC
- France : 7 novembre 2013 sur Numéro 23

- États-Unis : 2,77 millions de téléspectateurs [19] (première diffusion)

### Épisode 17:Urologie lupine élémentaire
- États-Unis : 26 avril 2012 sur NBC
- France : 14 novembre 2013 sur Numéro 23

- États-Unis : 3,21 millions de téléspectateurs [20] (première diffusion)

- Michael Ironside
- Michael K. Williams (professeur Keane)

Cet épisode est un hommage à la série New York, police judiciaire, série de Dick Wolf à qui cet épisode est dédié.
Britta et Pierce n'ont qu'une scène dans l'épisode, Chang en a deux et ne parle que dans l'une d'entre elles.

### Épisode 18:Liste de cours indisponible
- États-Unis : 3 mai 2012 sur NBC
- France : 14 novembre 2013 sur Numéro 23

- États-Unis : 3,2 millions de téléspectateurs [21] (première diffusion)

### Épisode 19:Curriculum indisponible
- États-Unis : 10 mai 2012 sur NBC
- France : 21 novembre 2013 sur Numéro 23

- États-Unis : 2,99 millions de téléspectateurs [22](première diffusion)

### Épisode 20:Gestion de patrimoine numérique
- États-Unis : 17 mai 2012 sur NBC[23]
- France : 21 novembre 2013 sur Numéro 23

- États-Unis : 2,97 millions de téléspectateurs [24] (première diffusion)

- Giancarlo Esposito (Gilbert Lawson)

- Cet épisode a été diffusé le même soir que les deux épisodes suivants[23] .
- Certaines scènes sont sous forme de jeux vidéo.
- Des internautes ont créé un mini jeu en ligne disponible en téléchargement, issu du jeu de l'épisode.
- Chang et le doyen Pelton n'apparaissent pas dans cet épisode.

### Épisode 21:La Première Dynastie Chang
- États-Unis : 17 mai 2012 sur NBC[23]
- France : 28 novembre 2013 sur Numéro 23

- États-Unis : 2,61 millions de téléspectateurs [24](première diffusion)

- John Goodman

Cet épisode a été diffusé le même soir que le précédent et le suivant .
Cet épisode fait référence à Ocean's Eleven.

### Épisode 22:Introduction à la finalité
- États-Unis : 17 mai 2012 sur NBC[23]
- France : 28 novembre 2013 sur Numéro 23

- États-Unis : 2,48 millions de téléspectateurs [24](première diffusion)

- John Goodman

Cet épisode a été diffusé le même soir que les 2 précédents .